# 199574 Webbert
199574 Webbert è un asteroide della fascia principale. Scoperto nel 2006, presenta un'orbita caratterizzata da un semiasse maggiore pari a 2,5352267 au e da un'eccentricità di 0,0535387, inclinata di 0,12137° rispetto all'eclittica.